# Bosanskohercegovačka Patriotska Stranka-Sefer Halilović
Bosanskohercegovačka Patriotska Stranka-Sefer Halilović, BPS, är ett bosniskt politiskt parti i Bosnien och Hercegovina. Det grundades 1996 av den tidigare överbefälhavaren i den bosniska armén, Sefer Halilović.
Under 2008 års lokalval vann partiet 65 platser i 36 kommuner.